# Movie Movie
Movie Movie és una pel·lícula estatunidenca dirigida per Stanley Donen, estrenada el 1978.

## Repartiment
- George C. Scott: Gloves Malloy / Spats Baxter
- Trish Van Devere: Betsy McGuire / Isobel Stuart
- Red Buttons: Peanuts / Jinks Murphy
- Eli Wallach: Vince Marlow / Pop
- Harry Hamlin: Joey Popchik
- Ann Reinking: Troubles Moran
- Jocelyn Brando: Mama Popchik / Mrs. Updike
- Michael Kidd: Pop Popchik
- Kathleen Beller: Angie Popchik
- Barry Bostwick: Johnny Danko / Dick Cummings
- Art Carney: Doctor Blaine / doctor Bowers
- Charles Lane: Jutge / Mr. Pennington
- Chuck Hicks: Hood
- Barbara Harris: Trixie Lane
- Barney Martin: Policia amb moto

## Nominacions
- Globus d'Or a la Revelació Masculina de l'any 1979 per a Harry Hamlin